# Brad Anderson (dibujante)
Bradley Jay Anderson, comúnmente llamado Brad Anderson (Jamestown, Nueva York; 24 de mayo de 1924-30 de agosto de 2015), fue un dibujante de tiras cómicas estadounidense, más conocido por crear la tira cómica Marmaduke en 1955.

## Primeros años
Realizaba viñetas desde que era estudiante de secundaria en la Brocton Central School (Brocton, Nueva York), de la que se graduó en 1943. Al terminar sus estudios, sirvió en la Armada de los Estados Unidos hasta 1946, tiempo durante el cual continuó dibujando. Inicialmente aspiraba a ser diseñador industrial, por lo que asistió a la Universidad de Siracusa gracias a la G.I. Bill, donde obtuvo un título en Bellas Artes con especialización en publicidad en 1951.
Comenzó a trabajar para Ball & Grier, una agencia de publicidad de Utica, Nueva York, sin embargo, en 1953 decidió centrarse en ser caricaturista independiente. De 1954 a 1966, dibujó la tira cómica Grandpa's Boy.

## Marmaduke
Creó el personaje Marmaduke en 1955, según Anderson, «al mismo tiempo que dibujaba diferentes tipos de perros en mis caricaturas para revistas, también estaba tratando de crear el personaje de un perro específicamente para ser usado en una posible tira cómica de un periódico […] y decidí que quería un perro con una cara muy expresiva». Anderson, quien dice que se basaba en las rutinas de Laurel y Hardy para sus ideas, recibió por su caricatura Marmaduke un premio de la National Cartoonists Society en 1978.